# Деткин, Павел Иванович
Павел Иванович Деткин (30 декабря 1886 — август 1943) — матрос-большевик, участник Гражданской войны. Командир Бирской стрелковой бригады, составившей в сентябре 1918 года костяк 5-й Уральской дивизии (с 1919 года — 21-я стрелковая дивизия). Осенью 1920 года — начальник гарнизона Уфы.

## Биография
Родился 30 декабря 1886 года в деревне Ореховая Гора Бирского уезда Уфимской губернии (ныне Чернушинский район Пермской области) в семье крестьянина-бедняка.
Окончил только один класс сельской школы, с 11 лет поводырем слепца Николы ходил с сумой, затем батрачил, ходил на заработки на заводы Красноуфимского уезда и Златоуста.
С 1908 года служил матросом на Балтийском флоте.
В 1911 году окончил электротехническую школу в учебном отряде Балтфлота в Кронштадте, служил во 2-м минном дивизионе в Гельсинфорсе, унтер-офицер 2-й статьи.
С 1913 года работал электротехником в минных мастерских Свеаборгского порта в Финляндии.
Во время службы на флоте познакомился с политической литературой, состоял членом подпольных кружков, высылал своему брату Анисиму Деткину в Ореховую Гору политическую литературу.

### Революция и Гражданская война
Февральскую революцию встретил в Гельсингфорсе, в мае 1917 года вступил в РСДРП(б), встречаются утверждения, что являлся членом Центробалта.
В январе—апреле 1918 года — комиссар ликвидационной комиссии по делам Финляндии.
В конце апреля 1918 года Петроградским бюро ЦК РКП(б) с мандатом за подписью Секретаря ЦК Елены Стасовой направлен на Урал, и в мае 1918 года прибыл в родную деревню Ореховая Гора Бирского уезда Уфимской губернии.
В июне 1918 по заданию Бирского уездного комитета РКП(б) сформировал отряды общей численностью в 900 человек из бывших солдат-фронтовиков и крестьян-бедняков Осинского уезда Пермской губернии и Бирского уезда Уфимской губернии. В конце июля отряды сформированы в Бирскую стрелковую бригаду в составе двух полков.
С 18 августа 1918 года бригада вела бои в 50 километрах от Сарапула, оказала упорное сопротивление ижевским повстанцам на разъезде Карманово, где много дней отбивала атаки превосходящего противника. Одновременно Деткин был назначен начальником боевого участка всего левого фланга Второй армии.
В сентябре 1918 — феврале 1919 года — командир бригады и одновременно заместитель начальника штаба 5-й Уральской стрелковой дивизии (с марта 1919 года — 21-я стрелковая дивизия). Участвовал в Екатеринбургской и Челябинской операциях.
С мая 1919 года — комиссар инспекции пехоты Восточного фронта, с сентября 1919 года — командир 1-го запасного полка при штабе фронта.
В феврале-октябре 1920 года — начальник резерва, помощник командующего Войсками внутренней охраны Башкирской АССР.
В октябре—декабре 1920 года — командующий войсками Уфимской губернии и начальник гарнизона Уфы.
С 1921 на военной работе в Туркестане, затем начальник команды при Гохране.

### После войны
В 1922 году был демобилизован, работал в ВЧК.
в 1929 году окончил Московскую торговую академию, находился на хозяйственной работе в Москве.
С 1941 года — секретарь партбюро завода в Сталинске.
Умер в августе 1943 года в Сталинске.

## Воспоминания
Автор работы по истории партизанского движения:
- Очерк партизанского движения в Чернушинском и прилегающих к нему районах предуралья, Уральской области. 1917—1932 гг. — Чернушка: Чернушинский районный комитет ВКП(б), 1932 — 76 с.

## Память
- В честь П. И. Деткина назван колхоз села Ореховая Гора — Колхоз имени Деткина.
- В 1974 году в селе Ореховая Гора был установлен бюст герою гражданской войны, комбригу П. И. Деткину.
- В селе Тауш на здании старой начальной школы установлена мемориальная доска в честь формирования партизанской бригады П. И. Деткина в годы Гражданской войны.
- В Чернушенском краеведческом музее хранятся личные вещи комбрига: именной портсигар, документы, фотографии, его воспоминания.
- В честь П. И. Деткина местный поэт и журналист чернушинской газеты Евграф Латышев написал песню, а музыку к ней сочинил композитор Леонид Мель.